# Edwin Gentzler
Edwin Charles Gentzler, también conocido como Edwin Gentzler, es un maestro, traductor, investigador, germanista y académico estadounidense de traductología y literatura comparada. 

## Trayectoria profesional
Se graduó como licenciado en Filología Inglesa en el Kenyon College de Gambier, Ohio, en 1973. De 1974 a 1977 estudió germanística en la Universidad Libre de Berlín. Posteriormente, en 1990 se doctoró en Literatura Comparada en la Universidad Vanderbilt de Nashville, Tennessee.
A lo largo de su carrera ha dividido su tiempo entre la docencia y la investigación en el campo de Literatura comparada. De 1978 a 1983, trabajó como traductor y administrador en el International Writing Program de la Universidad de Iowa. Fue profesor invitado en las universidades de Utrecht, Holanda y Warwick, Inglaterra a principios de la década de 1990.
Desde 1994, trabajó en el Departamento de Literatura Comparada de la Universidad de Massachusetts Amherst, donde impartió clases de Traductología, Teoría Postcolonial y Literatura; e impartió cursos de traducción médica, tecnología de la traducción y talleres de traducción. También, desde 1994 hasta 2014 se desempeñó como director del Translation Center, donde impulsó múltiples proyectos académicos y editoriales. Es miembro del Consejo Asesor de la Enciclopedia de Traducción Literaria de la editorial Fitzroy Dearborn en Inglaterra, y cofundador de la Asociación Americana de Estudios de Traducción e Interpretación (ATISA). Ha colaborado estrechamente con el Instituto Nida en Nueva York y ha sido profesor en la Escuela de Verano Nida en Italia.
Ha sido coeditor, junto con Susan Bassnett, de la serie Temas de Traducción (Topics in Translation) para la editorial Multilingual Matters y ha participado activamente en diversas publicaciones académicas como miembro de sus consejos editoriales, incluyendo Perspectives (España), Translation (Italia), Journal of Chinese Translation Studies (China), Cadernos de Tradução (Brasil), Across (Hungría), Massachusetts Review (Universidad de Massachusetts) y Metamorphoses (Smith College).
Fue nominado al Premio de docencia distinguida por el curso “Traducción y Estudios Poscoloniales” así como al Premio de Enseñanza Distiguida, y recibió el Premio por Logro de Exportación del Sindicato de Cambio de Pioneer Valley.

## Discurso teórico
Propone una reconcepción de la traducción como un proceso dinámico que está ligado profundamente a la construcción cultural, identitaria y política de comunidades. Este proceso no se limita únicamente a la traducción interlingüística; desde su perspectiva, la reescritura es un tipo de traducción que influye directamente en la formación de identidades, en la circulación de ideas y en el intercambio de culturas. Cada una de sus principales obras desarrolla estas ideas desde perspectivas y enfoques diferentes.

#### Teorías contemporáneas de la traducción
Publicada en 1993 por Routledge, la primera edición de Contemporary Translation Theories (Teorías contemporáneas de la traducción) ofrece un panorama crítico de las principales corrientes teóricas en la Traductología, con un enfoque en su aplicación práctica para superar barreras culturales. Destaca la relevancia de la teoría de la traducción en el contexto contemporáneo y subraya la importancia de adoptar enfoques, estrategias y métodos que permitan una verdadera comunicación intracultural e intercultural, proponiendo la deconstrucción como un primer paso esencial para lograrlo. A lo largo del texto, analiza y compara las propuestas de teóricos como Eugene Nida, Wilss, Noam Chomsky, Itamar Even-Zohar, Gideon Toury, André Lefevere y Jacques Derrida, trazando similitudes y diferencias entre sus aportaciones al campo.
Esta primera edición recibió diversas críticas por parte de algunos especialistas, particularmente por su tratamiento de ciertas corrientes teóricas y su enfoque funcionalista. El capítulo dedicado a la influencia de la gramática generativa de Noam Chomsky en el concepto de equivalencia dinámica de Eugene Nida, así como a la Traductología en países de habla alemana, fue señalado por ofrecer una visión superficial y por la dureza de las críticas dirigidas al enfoque alemán. Asimismo, se cuestionó que no distinguiera adecuadamente entre la formulación inicial de la teoría del escopo propuesta por Reiss y Vermeer, y la versión posterior desarrollada por Christiane Nord, quien reintrodujo el concepto de fidelidad o lealtad. Además, se observó una confusión entre los conceptos funcionales y dinámicos; lo que debilitó la claridad teórica del texto.
Ante estas críticas, publicó una segunda edición revisada de Contemporary Translation Theories en la que presenta la misma estructura que su antecesora: siete capítulos divididos en diferentes secciones que brindan un resumen histórico y discuten una variedad de los enfoques más prominentes en las últimas décadas.

#### Traducción y reescritura en la era de los Estudios de Postraducción
Este libro publicado en 2016 es uno de los primeros trabajos en plantear un nuevo enfoque en la Traductología: el giro de postraducción. Basándose en el “giro cultural” propuesto por Susan Bassnett y André Lefevere y el “giro sociológico” de finales de la década de 1990, busca llevar la Traductología a un nueva etapa. Él menciona que los estudios de postraducción deben de expandir su área de investigación, ya que la traducción se ha transformado gracias a los avances tecnológicos. Divide su estudio en dos enfoques: cultura de la pretraducción y efectos de la postraducción; es decir, los estudios de postraducción pueden explicar por qué se traduce de cierta forma y cómo se introducen nuevas ideas a otras culturas por medio de la traducción. 
Describe el aspecto temporal del análisis de la pre y postraducción mediante obras literarias reconocidas de Europa. Estas obras presentan un fenómeno al que le llama “técnica traslacional”, ya que se comporta como una traducción, solo que no es entre lenguas, sino que puede ser entre voces, tiempos, emociones, perspectivas, entre otros. Por ejemplo, menciona que los personajes Fortimbrás, Laertes y Ofelia son un tipo de traducción del personaje de Hamlet, pues cada uno reproduce o interpreta en circunstancias distintas un rasgo de este último. Este aspecto temporal sentó las bases para el estudio de lo que llama “cultura traslacional” para referirse al conjunto de condiciones culturales, sociales, históricas y políticas tanto construidas como modificadas por la traducción que condicionan la producción del texto fuente (el texto a traducir) y del texto meta (la traducción). Por lo tanto, según el traductólogo, los estudios de postraducción deben analizar la recepción inicial de los textos traducidos junto con su repercusión a lo largo del tiempo en la cultura meta, así como la cultura de la pretraducción que crea un ambiente que propicia su producción.
Los estudios de postraducción dan paso a nuevas áreas de investigación, por ejemplo, el estudio de la cultura traslacional del trabajo original, los elementos traslacionales del original, el ambiente traslacional de la cultura receptora y la circulación y repercusión de las traducciones y reescrituras. Además, la traducción es reconsiderada como uno de los procesos más importantes para revitalizar culturas, una fuerza proactiva que introduce continuamente ideas, formas o expresiones nuevas junto con posibilidades de cambio. Sugiere que toda escritura es reescritura, incluso la reescritura de una reescritura; así, la traducción  juega un papel significativo en este proceso continuo de transformación y recreación de significados. Ya sea traducción intralinguistica (dentro de una misma lengua),  interlingüistica (de una lengua a otra) o intersemiótica (de un sistema de signos a otro).
Sin embargo, en su conclusión, recalca que los estudios de postraducción no están atados a objetos fijos, como el texto fuente y meta, sino que implica ver los componentes pretextuales, los aspectos multilingües e ideas multiculturales que contiene el original, lo cual dificulta investigar fácilmente sus repercusiones, pues estas se encuentran en todos lados (lo impreso, el arte, los carteles, la moda, la comida y los medios de comunicación) y en todas las disciplinas (la literatura, la política, la arquitectura, la antropología, la filosofía y la religión).

#### Traducción e identidad en las Américas: nuevas direcciones en la Traductología
En este libro publicado en 2007, el académico aborda la traducción en América a través de cinco enfoques principales: el multiculturalismo en Estados Unidos; el movimiento feminista y la traducción teatral en la provincia de Quebec (Canadá); la corriente cultural del canibalismo promovida por intelectuales brasileños en las décadas de 1950 y 1960; la narrativa latinoamericana; y, por último, la denominada literatura de la frontera, surgida en comunidades ubicadas entre México y Estados Unidos, así como en el Caribe. 
En primer lugar, analiza la escasa visibilidad de la traducción en Estados Unidos, a pesar del contexto multicultural del país. Según el autor, las políticas lingüísticas tienden a favorecer la asimilación, lo que relega a las minorías lingüísticas. Destaca también el papel de la traducción en la construcción identitaria del país, reflejado en la diversidad de publicaciones en lenguas distintas del inglés, como el alemán, francés, hebreo, holandés y varias lenguas indígenas, especialmente durante el siglo XIX. Esta situación se contrapone con el caso de Canadá, donde conviven dos lenguas oficiales en un contexto marcado por tensiones identitarias. A partir del trabajo de Annie Brisset, señala el papel de la traducción teatral en la construcción de una identidad nacional, en particular mediante adaptaciones que contribuyeron a la visibilización del francés quebequés. Asimismo, analiza la traducción feminista en Quebec como una práctica que cuestiona el modelo patriarcal y propone una redefinición de la traducción como acto creativo, equiparando la labor del traductor a la del autor.  
En otro apartado, el autor examina el movimiento canibalista en Brasil como una estrategia cultural que transforma la traducción en una forma de apropiación y resistencia. Basado en el “Manifiesto caníbal” de Oswald de Andrade, este enfoque replantea la relación entre texto original y traducción, otorgando visibilidad al traductor como agente activo en el proceso de creación. 
En lo que respecta a la narrativa latinoamericana, se considera que la traducción cumple un papel central. A través de los trabajos de autores como Jorge Luis Borges, Gabriel García Márquez y Mario Vargas Llosa, explora la representación de la diversidad lingüística y cultural, así como los procesos identitarios que estas implican. En este contexto, se cuestionan oposiciones tradicionales del discurso traductológico, como las nociones de "original" y "traducción", o de "local" y "extranjero". Estas características se difuminan especialmente en las zonas fronterizas entre México y Estados Unidos, donde los habitantes viven simultáneamente en contextos locales y extranjeros. También examina cómo la distinción entre “autor” y “traductor” puede volverse ambigua, particularmente en casos de autotraducción, donde ambas figuras coinciden. Incluso en traducciones realizadas por terceros, como las de Michel Tremblay en Quebec o Haroldo de Campos en Brasil, se reconoce la participación del traductor como significativamente creativa, llegando a considerar su rol como cercano al de un coautor. 
También estudia la literatura de la frontera y del Caribe, donde la traducción y el cambio de código lingüístico expresan la experiencia híbrida de comunidades marcadas por la migración, la marginalidad, la colonización y la interculturalidad. Autores como Gloria Anzaldúa y Guillermo Gómez Peña abordan la lengua y la traducción como elementos clave en la construcción de identidades fronterizas. Por su parte, escritores como Sam Selvon, Alejo Carpentier, Nicolás Guillén y Aimé Césaire han empleado la traducción y la adaptación como herramientas creativas para resistir la hegemonía colonial y redefinir las culturas nacionales. Asimismo, al señalar que los traductores suelen emplear estrategias como la antitraducción, la omisión o incluso la traducción intencionalmente incorrecta con el fin de afirmar su identidad o marcar distancia con el “Otro”, se pone en cuestión la idea de que la traducción debe necesariamente reproducir todos los elementos del texto original.  
En conjunto, propone una visión de la traducción en América asociada a la diversidad lingüística, la hibridación cultural y las relaciones de poder. Argumenta que es necesario replantear el concepto de traducción desde una perspectiva interdisciplinaria y más amplia, particularmente en América Latina, donde la tradición monolingüe ha limitado el desarrollo teórico en este campo. Finalmente, advierte sobre la escasa investigación en traductología en los países hispanohablantes de América Latina, aunque reconoce el surgimiento de redes académicas, proyectos colaborativos y tesis doctorales desarrolladas en universidades de Canadá y Estados Unidos. Estos esfuerzos buscan mayor visibilidad y diálogo con enfoques provenientes de Europa, América del Norte, Brasil, Canadá, Asia, el mundo árabe y, en menor medida, África.
Sin embargo, a este libro se le criticó su edición y se afirmó que el libro tenía errores tipográficos. A la sección titulada Tremblay, Garneau y Germain se le cuestionó la falta de referencia a Germain. Se discutió que Gentzler considerara a Luise von Flotow una “feminista quebequés” a pesar de que ni ella ni su área de estudio son quebequenses.
Se puso en duda el uso de la terminología que Edwin Gentzler usó para designar grupos de personas. Por ejemplo, en la introducción, él abordó la complicada naturaleza de términos como “americano”, que suele usarse para referir a los ciudadanos y residentes de Estados Unidos, sin embargo, él continuó usando el término a lo largo de su libro. Se le criticó el uso de este término debido a que su libro se centró en los vínculos entre la traducción y los desequilibrios de poder y se afirmó que él pudo haber sugerido una designación más progresista para los ciudadanos de Estados Unidos.

## Publicaciones

#### Libros
- Translation and Identity in the Americas: New Directions in Translation Theory (Traducción e identidad en las Américas: nuevas direcciones en la teoría de la traducción, 2007),
- Contemporary Translation Theories (Teorías contemporáneas de la traducción, 1993)
- Translation and Rewriting in the Age of Post-Translation Studies (Traducción y reescritura en la era de los estudios de postraducción, 2016)
- Junto con la traductora Maria Tymoczko coeditó la antología Translation and Power (Traducción y poder, 2002).

#### Capítulos
- The Democratization of Translation Theories (1993), Universidad de Salamanca
- Translation, Counter-Culture, and The Fifties in the USA (1996), Multilingual Matters
- Building a Community of Translation Scholars in the USA: What Are Translation Studies? (1998), ATA (American Translators Association)
- “Foreword to Constructing Cultures” (1998), Multilingual Matters
- How can Translation Theory Help Undergraduates? (1998), John Benjamins
- Poetics of Translation (1998), Routledge
- Metaphor in translation (2000), Fitzroy Dearborn
- Introduction to Translation and Power (2002), University of Massachusetts
- Translation, Postructuralism and Power (2002), University of Massachusetts
- The Cultural Turn (2004), Walter de Grutyer
- Translation and Border Writing in the Americas: Fiction, Performance Art, and Film (2006), Aracne
- A Global View of Translation Studies: Towards and Interdisciplinary Field (2008), Multilingual Matters
- Translation and micropolitics in the age of globalization (2008), Peter Lang

#### Artículos
- Comparative Literature and Translation Studies: The Challenge from Within (1999), 	Textus. English Studies in Italy
- "Translating Metaphor: Beyond the Western Tradition" (2000), Translation Perspectives
- "Expanding horizons or limiting growth?" (2001), Target
- "Translation and Technology: Bridging the Gap Between the University and the Marketplace" (2001), The ATA Chronicle
- "Translation, Postcolonial Studies, and the Americas" (2001), EnterText
- "What's Different about Translation in the Americas?” (2002), CTIS Occasional Papers
- "Interdisciplinary Connections" (2003), Perspectives: Studies in Translatology
- "Medical Interpreting Online at UMass Amherst" (2004), The ATA Chronicle
- "The present state of the discipline of translation studies: An interview with Albrecht Neubert" (2006), TIS (Translation and Interpreting Studies)
- "Translation studies and academic allies" (2006), TIS (Translation and Interpreting Studies)
- "Translation Theory: Monolingual, Bilingual or Multilingual?" (2006), Journal of Translation Studies
- "Globalisation, Networks and Translation: A Chinese Perspective" (2008), Perspectives: Studies in Translatology
- "O Movimento Antropófago do Brasil" (2010), Viceversa
- "Macro- and micro-turns in translation studies" (2011), TIS (Translation and Interpreting Studies)
- "Research Symposium: Translation, Globalization, and Localization" (2012), Translation. A Transdisciplinary Journal
- "Translation speaks to Gayatri Chakravorty Spivak" (2013), Translation. A Transdisciplinary Journal
- "Translation Studies: Pre-Discipline, Discipline, Interdiscipline, and Post-Discipline" (2014), International Journal of Society, Culture & Language (IJSCL)
- "Translations and rewritings of Hamlet in China" (2015), Asia Pacific Translation and Intercultural Studies
- "Translation without Borders" (2015), Translation. A Transdisciplinary Journal
- "Women writers and the fictionalisation of the classics" (2019), The Translato

## Obras
- Translation and Identity in the Americas: New Directions in Translation Theory. London: Routledge, 2008.
- Contemporary Translation Theories. London & New York: Routledge, 2001.